# 王弄極
王弄极（1958年3月19日—2015年10月4日）生于台湾台中市，当代建筑师。1999年参加波兰克拉科夫建筑双年展而荣获首奖后，与1992年在洛杉矶创立了已拥有20位建筑师的建筑设计师事务所美国双栖弧建筑设计公司（amphibianArc），任设计总监。

## 生平
1981年获得台湾东海大学建筑学学士，1987年获得美国耶鲁大学环境设计硕士学位。1987年至1993年在Tai Soo Kim Partners工作，1992年创办amphibianArc建筑事务所，美国加州注册建筑师。

## 作品
- 2012年 中联重科总部大楼
- 2011年 中联重科展示中心（2012年世界建筑节未来项目文化类提名）
- 2011年 红星美凯龙北京旗舰店（2012年MIPIM建筑评论未来项目奖，零售娱乐类提名）
- 2011年 瀚海黄河路综合开发项目
- 2011年 瀚海北环综合开发项目
- 2010年 佛山东平新城交通枢纽中心（2011年MIPIM建筑评论未来项目奖，综合开发类提名）
- 2010年 深国投广场改造项目（参展2012年unMade in China展览）
- 2009年 空间书法
- 2001年 北京天文馆（2009年中国建国60年建筑创作大奖，2006年詹天佑土木工程大奖，2006年美国建筑师协会设计荣誉奖）